# Crișul Alb între Gurahonț și Ineu
Crișul Alb între Gurahonț și Ineu este o arie protejată (arie specială de conservare — SAC, sit de importanță comunitară — SCI) din România, desemnată în scopul protejării biodiversității și menținerii într-o stare de conservare favorabilă a florei spontane și faunei sălbatice, precum și a habitatelor naturale de interes comunitar aflate în arealul zonei de protecție. Aceasta se întinde pe o suprafață de 1.193,9 ha, integral pe uscat.

## Localizare
Situl Crișul Alb între Gurahonț și Ineu se întinde pe teritoriile administrative ale comunelor Almaș, Bârsa, Bocsig, Buteni, Dieci și Gurahonț; și pe cele ale orașelor Ineu și Sebiș din județul Arad. Centrul acestuia este situat la coordonatele 46°22′11″N 22°06′01″E / 46.369828°N 22.100394°E.

## Înființare
Situl Crișul Alb între Gurahonț și Ineu (ROSCI0294) a fost declarat sit de importanță comunitară în septembrie 2011 pentru a proteja 9 specii de animale. Situl a fost protejat și ca arie specială de conservare în mai 2022.

## Biodiversitate
Situată în ecoregiunile continentală și panonică, aria protejată conține 2 habitate naturale: Păduri aluvionare cu Alnus glutinosa și Fraxinus excelsior (Alno-Padion, Alnion incanae, Salicion albae), Liziere de ierburi înalte hidrofile de câmpie și de nivel montan până la alpin.
La baza desemnării sitului se află mai multe specii protejate:
- amfibieni (1): izvoraș-cu-burta-galbenă (Bombina variegata)
- mamifere (1): vidră de râu (Lutra lutra)
- pești (6): moioagă (Barbus petenyi), țipar (Misgurnus fossilis), porcușor de nisip (Romanogobio kesslerii), porcușor de vad (Romanogobio uranoscopus), porcușor de șes (Romanogobio vladykovi), câră (Sabanejewia balcanica)
- reptile (1): țestoasa de baltă (Emys orbicularis)